# Zelim Kotsoiev
Zelim Kotsoiev (in ucraino Зелім Коцоєв?, Zelim Kocojev; Vladikavkaz, 9 agosto 1998) è un judoka ucraino naturalizzato azero.

## Palmarès
- Giochi olimpici

Parigi 2024: oro nei 100 kg.
- Mondiali

Tashkent 2022: bronzo nei 100 kg.
Doha 2023: bronzo nei 100 kg.
Abu Dhabi 2024: oro nei 100 kg.
Budapest 2025: bronzo nei 100 kg.
- Europei

Tel Aviv 2018: bronzo nei 100 kg.
Praga 2020: bronzo nei 100 kg.
Lisbona 2021: bronzo nei 100 kg.
Montepellier 2023: oro nei 100 kg.
Podgorica 2025: argento nei 100 kg.
- Universiadi

Taipei 2017: oro nei 100 kg.
- Mondiali juniores

Zagabria 2017: oro nei 100 kg.
- Europei juniores

Maribor 2017: oro nei 100 kg.
- Mondiali cadetti

Sarajevo 2015: argento nei 90 kg.
- Europei cadetti

Tallinn 2013: bronzo nei 90 kg.
Atene 2014: oro nei 90 kg.
Sofia 2015: oro nei 90 kg.

### Vittorie nel circuito IJF
| Data          | Località   | Paese    | Categoria  |
| ------------- | ---------- | -------- | ---------- |
| 3 luglio 2016 | Ulan Bator | Mongolia | Grand Prix |
| 8 aprile 2018 | Adalia     | Turchia  | Grand Prix |